# Kościół św. Jana Chrzciciela w Służewie
Kościół Świętego Jana Chrzciciela w Służewie – rzymskokatolicki kościół parafialny we wsi Służewo w gminie Aleksandrów Kujawski, w powiecie aleksandrowskim, w województwie kujawsko-pomorskim. Należy do dekanatu aleksandrowskiego. Mieści się przy placu Jana Pawła II.

## Historia
Pierwsze wzmianki o istnieniu parafii w Służewie pochodzą z 1325. Pierwszy kościół był drewniany. Budowa obecnej, murowanej świątyni została rozpoczęta w 1560 z inicjatywy Jana ze Służewa, wojewody brzeskokujawskiego i jego żony Małgorzaty ze Sztembeku. 
Gdy fundator zmarł, kontynuatorką budowy była wdowa po nim, Małgorzata Służewska z domu Sternberg-Kostka. Służewscy ufundowali również nową plebanię i przykościelny szpital. 
14 października 1581 roku świątynię poświęcił biskup Stanisław Karnkowski. 
W latach 1898–1899 zostało wymienione sklepienie (z żebrowego na kolebkowe) i wieża została podwyższona o jedną kondygnację. Na przełomie XIX i XX wieku, przy istotnej pomocy ówczesnych dziedziców Służewa Wodzyńskich, proboszcz Wawrzyniec Waszak przeprowadził gruntowną renowację wnętrza kościoła. Leon Wodziński zaprosił do Służewa znanego rzeźbiarza Wacława Bębnowskiego, który w służewskiej świątyni wykonał między innymi: nowy ołtarz główny z okazałą pietą, chrzcielnicę, ambonę, oprawę rzeźbiarską loży kolatorskiej. Dekorację malarską wnętrza wykonał krakowski malarz Leon Kowalski. Witraże do kościoła wykonał warszawski Zakład św. Łukasza prowadzony przez Marię Łubieńską.
W 1901 roku do kościoła sprowadzono kopię rzymskiego obrazu Matki Bożej Nieustającej Pomocy wykonaną przez Giovaniego Burharda.
W czasie II wojny światowej w kościele urządzono magazyn zboża.
Kolejne, doraźne, prace remontowe przeprowadzono w latach 60. i 90. XX wieku. Prace te zniekształciły wcześniejszą, jednorodną aranżację wnętrza pochodzącą z przełomu XIX i XX wieku. W 2011 roku rozpoczęły się kompleksowe prace konserwatorskie we wnętrzu świątyni prowadzone przez zespół konserwatorów z Torunia pod kierunkiem Grażyny Szczerbińskiej. Prace, mające na celu przywrócenie młodopolskiego wystroju trwały 13 lat. W tym czasie między innymi usunięto późniejsze przemalowania ścian na ścianach i sklepieniu, przeprowadzono konserwację wyposażenia kościoła, zlikwidowano wtórne stopnie ołtarzowe, zrekonstruowano brakujące fragmenty posadzki, stolarki i przeszkleń.

## Architektura
Kościół orientowany, wybudowany  w stylu gotycko-renesansowym, wymurowany z cegły, posiada masywną, sześciokondygnacyjną wieżę od frontu. Świątynia jest dwunawowa, trójprzęsłowa. Prezbiterium, niższe i węższe od nawy, zamknięte jest prostą ścianą. Przylega do niego zakrystia z lożą kolatorską na piętrze. Do nawy, od strony północnej, przylega przybudówka połączona wtórnie z zakrystią.
Dachy świątyni są dwuspadowe, kryte dachówką. Wieża na rzucie prostokąta, w narożach spięta skarpami, przykryta wielobocznym dachem wieżowym.
Ceglane elewacje ozdabiają malowane na biało detale: półkoliste blendy, gzymsy i obramienia okienne. W elewacji wschodniej - szczyty zdobione spływami.
Wnętrze dwunawowe, z dwoma ośmiobocznymi filarami pośrodku. Sklepienie nawy tworzą trzy poprzeczne kolebki, w prezbiterium znajduje się sklepienie kolebkowe z lunetami, a w loży kolatorskiej - strop kasetonowy.
Nad drzwiami do zakrystii jest umieszczona płaskorzeźba przedstawiająca patrona kościoła św. Jana Chrzciciela z datą 1560  (rozpoczęcie budowy kościoła). 

## Wyposażenie i wystrój
Znaczna część wyposażenia i wystroju kościoła pochodzi z ok. 1900 roku i jest wykonana przez krakowskich artystów w stylu młodopolskim. Z wcześniejszego wyposażenia zachowały się dwa barokowe ołtarze boczne, renesansowe tabernakulum oraz figura Chrystusa Ecce Homo z XVIII wieku.

### Rzeźby Wacława Bębnowskiego
Zespół rzeźb w kościele w Służewie stanowi najważniejsze dzieło w dorobku rzeźbiarza. W jego skład wchodzą:
- ołtarz główny z rzeźbami: Madonna z Dzieciątkiem, św. Jan Chrzciciel i Pietà[13];
- dekoracja rzeźbiarska w prezbiterium: 12 rzeźb w niszach[13];
- galeria rzeźb nad wejściem do zakrystii przedstawiająca osoby z rodu Wodzińskich[10];
- chrzcielnica ze sceną Wygnanie z Raju i płaskorzeźbą przedstawiającą Trójcę Świętą[14];
- ambona z przedstawieniami czterech ewangelistów[15];
- figury Jezusa Chrystusa i apostołów na balustradzie chóru muzycznego[16].

### Witraże
W kościele znajduje się sześć historycznych witraży dopełniających aranżację wnętrza z przełomu XIX i XX wieku: 
- witraż Chrzest w Jordanie jest elementem ołtarza głównego z 1900[17];
- Św. Wawrzyniec w otoczeniu sześciu apostołów z 1899 (witraż w prezbiterium ofiarowany przez parafian ku czci ówczesnego proboszcza ks. kanonika Wawrzyńca Waszaka)[18];
- Św. Leon w otoczeniu sześciu apostołów z 1899 (witraż w prezbiterium)[19];
- Serce Jezusa adorowane przez dwóch aniołów z 1901 (witraż w nawie)[20];
- Święci Kryspin i Kryspinian z 1901 (witraż w nawie)[21];
- Matka Boża Różańcowa z 1901 (witraż w nawie)[22].

Wszystkie witraże wykonał Zakład św. Łukasza z Warszawy.